# ماپت‌های فضایی
ماپت‌های فضایی (انگلیسی: Muppets from Space) یک فیلم کمدی علمی-تخیلی آمریکایی به کارگردانی تیم هیل است که در سال ۱۹۹۹ منتشر شد.

## بازیگران
- جفری تامبر
- پت هینگل
- راب اشنایدر
- اندی مک‌داول
- گری اونس

### عروسک‌گردان‌ها
- جری نلسن
- برایان هنسون
- کوین کلش
- فرانک اوز

### حضور افتخاری
- اف. موری آبراهام
- دیوید آرکت
- جاش چارلز
- هالک هوگان
- ری لیوتا
- جاشوا جکسون
- کیتی هلمز